# Валенсия, Альма
Альма Хане Валенсия Эското (исп. Alma Jane Valencia Escoto; 18 октября 1990, Сапопан, Халиско, Мексика) — мексиканская женщина-борец вольного стиля, призёр Панамериканских игр и Панамериканских чемпионатов, участник Олимпийских игр.

## Карьера
В июле 2015 года на Панамериканских играх в Торонто уступив в финале американке Уитни Кондер стала серебряным призёром. В марте 2020 года на Панамериканском квалификационном турнире в Оттаве она завоевала лицензию на  Олимпийские игры в Токио. В августе 2021 года на Олимпиаде в схватке на стадии 1/8 финала проиграла россиянке Валерии Кобловой (2:5), и заняла итоговое 11 место.

## Достижения
- Панамериканский чемпионат по борьбе 2010 — ;
- Игры Центральной Америки и Карибского бассейна 2010 — ;
- Панамериканский чемпионат по борьбе 2011 — ;
- Панамериканский чемпионат по борьбе 2013 — ;
- Игры Центральной Америки и Карибского бассейна 2014 — ;
- Панамериканские игры 2015 — ;
- Олимпийские игры 2020 — 11;

## Личная жизнь
Валенсия состоит в отношениях с пуэрто-риканским борцом Хайме Эспиналем. Их первая дочь Джой Эспиналь Валенсия родилась 31 мая 2017 года.